# Kalcium-formiát
A kalcium-formiát, Ca(HCOO)2, a hangyasav (HCOOH) kalciummal alkotott sója. Élelmiszerek tartósítására alkalmazzák E238 néven. Egyes savak pH-értékének növeléséhez is alkalmazzák.

## Előállítása
Ipari mennyiségben történő előállítása során 160 °C-on szilárd kalcium-hidroxidba szén-monoxidot vezetnek:
CO + Ca(OH)2 → Ca(HCOO)2

## Élelmiszeripari felhasználás
Gombaölő hatása miatt tartósítószerként használják. Előfordulhat különböző gyümölcskészítményekben, zöldségekben valamint egyes alkoholmentes italokban. Napi maximális beviteli mennyiség 3 mg/testsúlykg. Magas koncentráció esetén vízhajtó hatású.